# Spirostreptus meinerti
Spirostreptus meinerti är en mångfotingart som beskrevs av Porath 1872. Spirostreptus meinerti ingår i släktet Spirostreptus och familjen Spirostreptidae. Inga underarter finns listade i Catalogue of Life.